# Gracilaria
Gracilaria is een geslacht van roodwieren dat van belang is als agarofyt, maar ook als voedsel voor de mens en voor verschillende soorten schaaldieren. Verschillende soorten van het geslacht worden gekweekt in Azië, Zuid-Amerika, Afrika en Oceanië. Gracilaria vermiculophylla, een soort uit de westelijke Grote Oceaan, komt als exoot voor in de Noordzee.